# Steve Kloves
Steve Kloves (18 de marzo de 1960) es un guionista y director estadounidense. Conocido por haber sido el guionista principal de la franquicia cinematográfica de Harry Potter (2001-2011), en la cual trabajó adaptando casi todas las películas de la saga, a excepción de la quinta entrega, Harry Potter y la Orden del Fénix, en donde fue sustituido por Michael Goldenberg.

## Filmografía
Director
- The Fabulous Baker Boys (1989)
- Flesh and Bone (1993)

Guionista
- Racing with the Moon (1984)
- The Fabulous Baker Boys (1989)
- Flesh and Bone (1993)
- Wonder Boys (2000)
- Harry Potter y la piedra filosofal (2001)
- Harry Potter y la cámara secreta (2002)
- Harry Potter y el prisionero de Azkaban (2004)
- Harry Potter y el cáliz de fuego (2005)
- Harry Potter y el misterio del príncipe (2009)
- Harry Potter y las Reliquias de la Muerte: parte 1 (2010)
- Harry Potter y las Reliquias de la Muerte: parte 2 (2011)
- The Amazing Spider-Man (2012)
- Animales fantásticos: Los secretos de Dumbledore (2022)

Productor
- Animales fantásticos y dónde encontrarlos (2016)
- Mowgli: Legend of the Jungle (2018)
- Animales fantásticos: Los crímenes de Grindelwald (2018)

## Premios y nominaciones
Premios Óscar
| Año  | Categoría            | Película            | Resultado |
| ---- | -------------------- | ------------------- | --------- |
| 2001 | Mejor guion adaptado | Jóvenes prodigiosos | Nominado  |